# Romolo Molaroni
Romolo Molaroni (Pesaro, 2 luglio 1858 – Acquasanta Terme, 14 agosto 1919) è stato un vescovo cattolico italiano.

## Biografia
Nacque a Pesaro il 2 luglio 1858 da una famiglia benestante originaria di Verucchio.
Fu ordinato sacerdote nel 1881 e tre anni dopo fu nominato parroco di Novilara, in provincia di Pesaro, dove rimase sino al 1899.
Fu appassionato ricercatore storico, specialmente nel campo religioso e si dedicò alla lettura di antichi inventari e memoriali. Nel 1899 divenne canonico della cattedrale di Pesaro svolgendo incarichi che lo fecero diventare prevosto e rettore del seminario di Pesaro.
Il 16 dicembre 1909 fu nominato deputato della Congregazione Olivieri di Pesaro, incarico che detenne sino alla morte.
Nel 1916 fu nominato vescovo di Macerata e Tolentino.
Morì improvvisamente ad Acquasanta Terme il 14 agosto 1919.

## Genealogia episcopale
La genealogia episcopale è:
- Cardinale Scipione Rebiba
- Cardinale Giulio Antonio Santori
- Cardinale Girolamo Bernerio, O.P.
- Arcivescovo Galeazzo Sanvitale
- Cardinale Ludovico Ludovisi
- Cardinale Luigi Caetani
- Cardinale Ulderico Carpegna
- Cardinale Paluzzo Paluzzi Altieri degli Albertoni
- Papa Benedetto XIII
- Papa Benedetto XIV
- Cardinale Enrico Enriquez
- Arcivescovo Manuel Quintano Bonifaz
- Cardinale Buenaventura Córdoba Espinosa de la Cerda
- Cardinale Giuseppe Maria Doria Pamphilj
- Papa Pio VIII
- Papa Pio IX
- Cardinale Alessandro Franchi
- Cardinale Giovanni Simeoni
- Cardinale Antonio Agliardi
- Cardinale Basilio Pompilj
- Vescovo Romolo Molaroni